# Garelli PMX Sport 110
Der Garelli PMX Sport 110 ist ein Motorroller des italienischen Herstellers Garelli, den PGO Scooters in Taiwan herstellte. Er wurde entwickelt, um sportliche Leistung und Fahrkomfort für den Betrieb im Alltag zu kombinieren. Der Roller hat einen 106-cm³-Einzylinder-Zweitaktmotor und ein automatisches CVT-Getriebe. Er ist nahezu baugleich mit dem PGO Pmx Sport 110, der von PGO in Eigenregie vertrieben wurde.

## Technik
| Merkmal        | Daten des Garelli PMX Sport 110   |
| -------------- | --------------------------------- |
| Motor          | Einzylinder-Zweitakt, luftgekühlt |
| Hubraum        | 106 cm³                           |
| Leistung       | 7,7 PS (5,7 kW) bei 7000/min      |
| Drehmoment     | 8,4 Nm bei 6500/min               |
| Getriebe       | Automatik (CVT)                   |
| Antrieb        | Riemenantrieb                     |
| Bremsen vorne  | Scheibenbremse                    |
| Bremsen hinten | Trommelbremse                     |
| Reifen vorne   | 120/70–12                         |
| Reifen hinten  | 130/70–12                         |
| Länge          | 1820 mm                           |
| Breite         | 660 mm                            |
| Höhe           | 1090 mm                           |
| Leergewicht    | 94 kg                             |